# Antoine Feith
Jonkheer Antoine Feith (Den Haag, 20 september 1916 - Den Haag, 20 september 1982) was burgemeester en voorzitter van de Nederlandse Sport Federatie.

## Loopbaan als burgemeester
Hij was waarnemend griffier bij de arrondissementsrechtbank in Den Haag voor hij in november 1946 benoemd werd tot burgemeester van Zweeloo. In maart 1949 volgde zijn benoeming tot burgemeester van Coevorden en van 1 januari 1959 tot 30 april 1976 was hij burgemeester van Voorburg.

Tijdens zijn ambtsperiode in Voorburg werden veel bouwactiviteiten in de gehele gemeente ondernomen, zoals nieuwbouwprojecten in ’t Loo, het winkelcentrum de ‘Julianabaan’, de aanleg van de ‘Utrechtse Baan’ en de restauratie van cultuurhistorische objecten zoals de Oude Kerk en Huize Swaensteijn. Hij was een belangrijke promotor van de sport. Er werden in zijn burgemeestersperiode twee sporthallen, een overdekt zwembad en diverse sportvelden aangelegd. In 1976 trad Feith om gezondheidsredenen af als burgemeester van Voorburg.

Het plein bij het inmiddels afgebroken sportcomplex ‘De Vliegermolen’ te Voorburg, dat door woningbouw, kantoren en het zwembad Forum Kwadraat is vervangen, is om hem postuum te eren, vanwege zijn inzet voor de sport, omgedoopt in Burgemeester Feithplein.

## NSF
Tevens was Feith van 1959 tot 1977 voorzitter van de Nederlandse Sport Federatie. Hij werd later omwille van zijn bijzondere verdiensten op sportgebied onderscheiden met het Erelidmaatschap van de Nederlandse Sport Federatie. Ook was hij voorzitter van de Stichting Nederlandse Sporttotalisator. Daarnaast was hij officier in de Orde van Oranje-Nassau en erelid van de Johanniter Orde.
- Nederlandse Thesaurus van Auteursnamen: 07126552X
- Virtual International Authority File: 281193730
- WorldCat: E39PBJdGQX9vQHgkxBFbVhhj4q